# Терминальный пейджер
Терминальный пейджер, или программа пейджер, — это компьютерная программа, используемая для просмотра (но не изменения) содержимого текстовых файлов, двигаясь вниз файла на одну строку или экран за раз. Некоторые, но не все, пейджеры позволяют двигаться вверх файла.
Популярным кросс-платформенным терминальным пейджером является more. More может двигаться вперёд и назад в текстовых файлах, но не может двигаться назад при использовании конвейера. 
Более продвинутый пейджер less позволяет двигаться вперед и назад, а также содержит дополнительные функции, такие как поиск.
Некоторые программы имеют собственные функции пейджера, например bash имеет функцию автозавершения команды.

## Примеры
- more
- less
- pg[4]
- most[5]
- nano—view
- emacs -nw -е "(view-mode)"[6]
- w3m